# Rigómezei csata (1448)
A törökök ellen vívott előző, 1389. évi csatát lásd a Rigómezei csata (1389) c. szócikkben!
A második rigómezei csata 1448. október 17–20-án a II. Murád szultán vezette oszmán és a Hunyadi János magyar kormányzó által vezérelt keresztény hadak között zajlott, s magyar vereséggel zárult. Vereségével Hunyadi az Oszmán Birodalom ellen vívott háborúinak egyik legnagyobb kudarcát szenvedte el. (Az „első” rigómezei csatát 1389-ben vívták.)

## Előzménye
Hunyadi János 1448-ban látta elérkezettnek a pillanatot, hogy visszavágjon az 1444-es várnai vereségért. Hunyadi stratégiája a meglepetésen, valamint a Balkán népeinek felkelésén alapult, valamint azon, hogy a török fősereget egyetlen döntő ütközetben képes lesz felmorzsolni. Hunyadi elbizakodott volt, s seregeit úgy vezényelte egyre mélyebbre az ellenséges területekre, hogy nem biztosította a kellő védelmet egy esetleges visszavonuláshoz. Még a támadást megelőzően Hunyadi megállapodott Szkander béggel (azaz Kasztrióta Györggyel), hogy egyesítik seregeiket, s együtt fogják kiűzni a törököt a Balkánról. Ezen egyezség értelmében Kasztrióta György Hunyadi közeledésének hírére megindította csapatait, hogy egyesüljenek, de ebben a szándékában megakadályozta Brankovics György szerb despota, aki csapataival útját állta, valamint tájékoztatta a szultánt a magyar seregek helyéről, hadmozdulatairól, s így a törökök a magyar sereget – még az albánokkal való egyesülés előtt – döntő csatára kényszerítették.

## Lefolyása
Az első hadmozdulatok 1448. október 16-án mentek végbe, ekkor sorakoztak fel a szemben álló felek, a török sereg körülbelül 60 000, míg a Hunyadi vezette keresztes hadak 24 000 főt számláltak. Október 16-án az akindzsik és a ruméliai szpáhik vették fel a harcot Hunyadival, de nem jártak sikerrel. Másnap az anatóliai szpáhik támadtak, de rohamukat visszaverték a magyar lovasok, azonban ellentámadásba nem tudtak átmenni, a török centrumban álló gyalogság helytállása miatt. A lovasságban pánik tört ki a török centrum áthatolhatatlanságát látva, ami a szárnyak megfutamodásához vezetett. Ekkor Hunyadi parancsot adott a centrum rohamára, a lovagok megrohamozták a janicsárokat, de még a török tábor előtt megállították és megfutamították őket. A keresztes lovasság visszavonult saját táborába, sorsára hagyva a gyalogságot, melyet így a törökök könnyűszerrel bekeríthettek és felőrölhettek.
A több napos csata végül meggyőző török győzelemmel zárult. A csatában elesett Székely János horvát–szlavón bán, a balszárny parancsnoka, számos nemes, több báró, köztük Tallóci Frank, Bebek Imre, Marcali Imre, Szécsi Tamás és alsólendvai Bánffy István. A keresztes hadak veszteségeit tovább tetézte, hogy mélyen ellenséges területen voltak, ahol mind a szerb, mind a török csapatok vadásztak rájuk, így sokan menekülés közben lelték halálukat, vagy estek fogságba. Például a Szerbián át menekülő Hunyadit Brankovics elfogatta, s csak a magyar országnagyok erélyes fellépése miatt nem adta ki Murád szultánnak.

## Hatásai
Ezután Rigómező oly mértékben meg volt pestissel fertőzve, hogy évekig nem lehetett élni az amúgy igen termékeny területen. A későbbiekben Koszovó területét szerb lakossága elhagyta, helyükre rengeteg albán települt be (ezzel egyidejűleg Makedónia északi felébe is), akik ma is ott élnek.
Bár a második rigómezei csatában a szerbek nem vettek részt, valószínűleg ez a csata szintén hozzájárult a Rigómezővel kapcsolatos szerb nemzeti legenda kialakulásához.